# Pier Francesco Meglia
Pier Francesco Meglia (Santo Stefano al Mare, 3 novembre 1810 – Roma, 31 marzo 1883) è stato un cardinale e arcivescovo cattolico italiano.

## Biografia
Nacque a Santo Stefano al Mare il 3 novembre 1810 da Stefano Meglia e Maria Caterina Garibaldi, esponenti delle prime famiglie borghesi del luogo..
Fu ordinato sacerdote il 24 settembre 1836.
Si laureò in diritto civile e canonico presso l'Università La Sapienza di Roma discutendo una tesi di retorica ecclesiastica (1843).
Il 22 settembre 1864 fu nominato da papa Pio IX arcivescovo titolare di Damasco.
Fu nunzio apostolico a Città del Messico, dove fu ricevuto dall'imperatore Massimiliano I del Messico (1864). Il 26 ottobre 1866 fu nominato nunzio apostolico in Germania e così si trasferì a Monaco di Baviera prima della tragica fine dell'esperienza messicana di Massimiliano, fatto fucilare a Santiago de Querétaro da Benito Juárez nel giugno del 1867.
Nel luglio del 1874 fu inviato a Parigi in qualità di nunzio apostolico. Per conto di papa Pio IX incoronò la statua della Madonna di fronte al santuario di Notre Dame a Lourdes, da allora appunto conosciuta come "Vergine Incoronata" (1877).
Papa Leone XIII lo proclamò cardinale in occasione del concistoro del 19 settembre 1879, assegnandogli la titolarità della basilica dei Santi Silvestro e Martino ai Monti.
Morì a Roma il 31 marzo 1883 all'età di 72 anni.

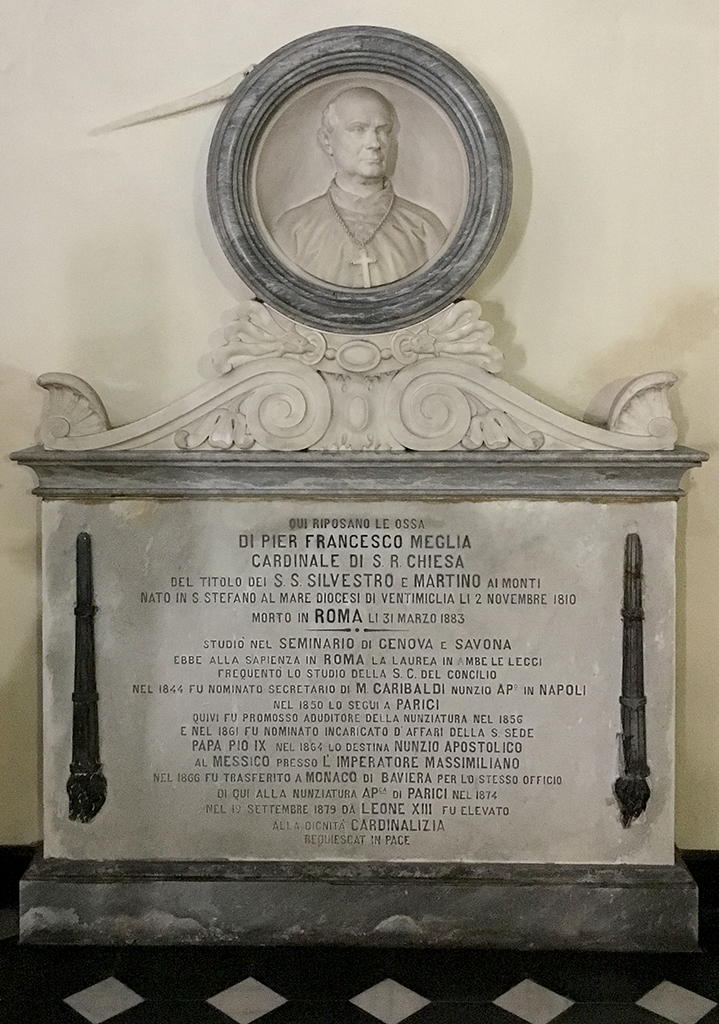
Tomba del cardinale Pier Francesco Meglia nella Chiesa di Santo Stefano

## Genealogia episcopale e successione apostolica
La genealogia episcopale è:
- Cardinale Scipione Rebiba
- Cardinale Giulio Antonio Santori
- Cardinale Girolamo Bernerio, O.P.
- Arcivescovo Galeazzo Sanvitale
- Cardinale Ludovico Ludovisi
- Cardinale Luigi Caetani
- Cardinale Ulderico Carpegna
- Cardinale Paluzzo Paluzzi Altieri degli Albertoni
- Papa Benedetto XIII
- Papa Benedetto XIV
- Cardinale Enrico Enriquez
- Arcivescovo Manuel Quintano Bonifaz
- Cardinale Buenaventura Córdoba Espinosa de la Cerda
- Cardinale Giuseppe Maria Doria Pamphilj
- Papa Pio VIII
- Papa Pio IX
- Cardinale Pier Francesco Meglia

La successione apostolica è:
- Vescovo Franz Leopold von Leonrod (1867)
- Vescovo Pierre-Marie Le Berre, C.S.Sp. (1877)